# Castillo de Cosona
El castillo de Cosona es un complejo arquitectónico fortificado ubicado en el pueblo rural homónimo del municipio de Pienza a lo largo de la Ruta Provincial 71.

## Historia
El complejo fue construido durante el siglo XV convirtiéndose en una granja fortificada. Durante años, la propiedad del castillo ha pasado de unas manos a otras.
En el siglo XIX, se construyó una planta planta rectangular que más tarde sería utilizada como granero.
A principios del siglo XX, todo el complejo fue restaurado por el arquitecto sienés Arturo Viligiardi. Durante estas restauraciones, más exactamente en 1913, se creó una capilla dentro de un edificio ya existente que originalmente era utilizado para otros usos agrícolas.

## Descripción
El complejo arquitectónico fortificado se compone de varios edificios enfrentados que se dividen en 15 lados totales. Entre ellos, la torre, de sección cuadrada, destaca en lado occidental del complejo arquitectónico.
También es muy característico  el pozo de cisterna, construido en 1659 y restaurado en 1913, y que se usó para recolectar el agua necesaria para la vida en el castillo.
El granero, del siglo XIX, se caracteriza por la presencia de dos escudos de armas de la familia Forteguerri, pertenecientes a la nobleza y constructores del propio edificio.
El castillo de Cosona se encuentra en el centro de la granja fortificada del mismo nombre, y hoy en día se ha reconvertido y ofrece siete apartamentos independientes para aquellos que quieran disfrutar del turismo rural. Estuvieron habitados hasta la década de 1970 por algunas familias de aparceros.  